# Pite Havsbad
Pite havsbad é uma pequena localidade turística da província histórica de Norrbotten, no norte da Suécia.

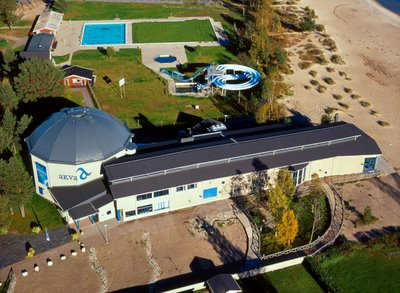
A Akvahuset – "Casa aquática"

Tem uma área de 0,16 km² e uma populacão de 70 habitantes (2010).
Está localizada junto à foz do Rio Pite, a uma distância de 10 km a sudeste da cidade de Piteå.                                                                                                           

É um importante centro de turismo e lazer na costa do Mar Báltico, dispondo de uma praia de areia de 1 km de extensão, assim como de parques de campismo, hotéis, locais de conferências e parques de diversões aquáticas.                                                                           
É conhecida como "Riviera do Norte" (Nordens Riviera) devido à sua praia de areia branca, à temperatura da sua água e às horas de sol durante o verão.                                                     